# Радіо і телебачення Словаччини
Радіо і телебачення Словаччини (словац. Rozhlas a televízia Slovenska) або RTVS — державна національна організація суспільного мовлення в Словаччині. Штаб-квартира знаходиться в Братиславі, керівником є Ярослав Резнік.
Організація була створена у 2011 році після злиття Словацького телебачення (Slovenská televízia) та Словацького радіо (Slovenský rozhlas). Фінансування організації складається з доходів від реклами, платежів уряду, та щомісячного внеску, який розповсюджується на більшість осіб, що були зареєстровані у роздрібних торговців електроенергією та більшість підприємств з трьома або більше співробітниками.
Як і її попередники, RTVS є повним членом Європейської мовної спілки.

## Радіо канали
В країні працюють 5 FM радіо станцій:
- SRo1 :Rádio Slovensko
- SRo2 :Rádio Regina
- SRo3 :Rádio Devín
- SRo4 :Rádio FM
- SRo5 :Rádio Patria

Через супутник, DVB-T та Інтернет:
- SRo6 :Radio Slovakia International

Та цифрові станції:
- SRo7 :Rádio Pyramida (класична музика)
- SRo8 :Rádio Litera (драма)
- SRo9 :Rádio Junior (для дітей до 10 років)

Rádio Regina поділяється на Rádio Regina Bratislava, Rádio Regina Banská Bystrica та Rádio Regina Košice.
Rádio Patria, яка почала мовлення в 2009 році, працює з 06:00 до 18:00 на угорській мові, як служба для найбільшої етнічної меншини, яка живе переважно в південних районах на кордоні з Угорщиною.

## Телевізійні канали
Працюють 4 національні телевізійні канали.

### Поточні
- RTVS 1 (Jednotka) — канал, розрахований на загальну публіку, показує родинні телепрограми, словацькі фільми, дитячі програми, новини, спортивні події та документальні фільми.
- RTVS 2 (Dvojka) — присвячений документальним програмам та програмам про природу, іноземним фільмам та менш важливим спортивним подіям.
- RTVS 24  — інформаційний канал, який був запущений на фоні повномасштабного вторгнення Росії в Україну. Спочатку він працював як тимчасовий інформаційний канал на базі RTVS 3, але пізніше став окремим каналом.
- RTVS Šport  — присвячений спортивним подіям.

### Припинили мовлення
- RTVS 3 (Trojka) — показував спортивні події з 2008 по 2011, і показував повтори з STV 1 та STV 2 з 2019 по 2022.